# Matelea attenuata
Matelea attenuata är en oleanderväxtart som först beskrevs av Henry Hurd Rusby, och fick sitt nu gällande namn av G. Morillo. Matelea attenuata ingår i släktet Matelea och familjen oleanderväxter. Inga underarter finns listade i Catalogue of Life.